# Saint-Jean-de-Niost
Saint-Jean-de-Niost település Franciaországban, Ain megyében. Lakosainak száma 1862 fő (2022. január 1.). Saint-Jean-de-Niost Béligneux, Blyes, Charnoz-sur-Ain, Loyettes, Pérouges, Saint-Maurice-de-Gourdans és Saint-Vulbas községekkel határos.

## Népesség
A település népessége az elmúlt években az alábbi módon változott:
| Lakosok száma | 248  | 490  | 810  | 1375 | 1427 | 1418 | 1477 | 1577 | 1600 | 1862 |
|               | 1968 | 1982 | 1990 | 2006 | 2013 | 2015 | 2017 | 2019 | 2020 | 2022 |